# Кончезьо
Кончезьо (итал. Concesio, ломб. Consés) — коммуна в Италии, в провинции Брешиа области Ломбардия.
Население составляет 13 304 человека (на 2004 г.), плотность населения составляет 676 чел./км². Занимает площадь 19 км². Почтовый индекс — 25062. Телефонный код — 030.